# Посадские люди
Поса́дские лю́ди (чёрные поса́дские лю́ди, лю́ди горожа́не, гражда́нские лю́ди) — сословие средневековой (феодальной) Руси, в обязанностях которого было нести тягло (чёрные люди), то есть платить денежные и натуральные подати, а также выполнять многочисленные повинности.
Название ремесленного и торгового населения городов — «посадские люди» — произошло от слова «посад». Как  торгово-промышленный класс, в московском государстве посадские люди составляли главную массу городского населения. При письменном обращении (челобитьях) в приказы посадские люди и крестьяне писались не холопами, а «рабами и сиротами». Торгово-ремесленное население городов (подолов, посадов, сотен) создавало свои территориально-профессиональные объединения (организации ремесленников типа цехов). Из посадских людей выделялся привилегированный разряд гостей и торговых людей гостинной сотни. Посадская чёрная земля считалась государевой и была в общем владении.

## История
Тяглое население было разделено по:
- чёрным слободам;
- чёрным сотням.

В чёрных слободах селились горожане, поставлявшие в царский дворец различные припасы и работавшие на дворцовые нужды. Тягло платилось с места и с промысла. Повинность — общинная. Тягло и повинности распределялись общиной. Тягло платилось с количества дворов, а не с численности людей. В случае выхода человека из посада община должна была продолжать платить за него тягло.
В чёрные сотни был сведён простой посадский люд, занимавшийся мелкой торговлей, ремеслом и промыслами. Каждая чёрная сотня составляла самоуправляющееся общество с выборными старостами и сотниками. До середины XVII века в городах существовали так называемые белые слободы.
Посадское население являлось лично свободным, но государство, заинтересованное в исправном получении платежей, стремилось прикрепить тяглецов к посадам. Поэтому за самовольный уход из посада, даже за женитьбу на девушке из другого посада наказывали смертной казнью. В 1649 году посадским людям запретили продавать и закладывать свои дворы, амбары, погреба и так далее.
По имущественному признаку (как и все сословия Русского государства) посадское население делилось на людей лучших, середних и молодших.
Права жаловались лучшим и середним. Например, посадским людям разрешалось держать «безвыемочно» питьё для разных торжественных случаев.
Земля под посадами принадлежала общине, но не частным лицам. Челобитные подавались от имени всей общины. Обида, нанесённая посадскому человеку, считалась обидой всей общины.
Посадские люди делились на сотни и десятки. За порядком наблюдали избираемые сотские, пятидесятские и десятские. При Иване Грозном посады имели свои выборные управления и суд. В XVII веке эта система была заменена земскими избами. В земской избе сидели:
- земский староста;
- ларёчный целовальник;
- земские целовальники.

Земские старосты и целовальники избирались на один год — с 1 сентября. В некоторых городах кроме земских старост были ещё и излюбленные судьи. Излюбленные судьи разбирали имущественные дела между посадскими людьми, кроме уголовных дел.
Для сбора торговых доходов избирали таможенных голов и целовальников. Иногда таможенных голов назначали из Москвы.
После смутного времени посадские общины начали разрушаться. Посадские люди начали записываться в крестьяне или холопов. Гулящие люди начали открывать в посадах лавки, амбары, погреба, не уплачивая тягла. С 1649 года от всех живущих в посаде (даже временно) требовалось записываться в тягло. Все, сбежавшие из посадов, должны были вернуться в свой посад.
С конца XVIII века посадские люди начали называться мещанами, хотя иногда употреблялось название посадские.
Память о сословии сохраняется в топонимике некоторых городов России, где оно увековечено в названиях улиц:
- Посадская улица в Екатеринбурге;
- 1-я и 2-я Посадские улицы в Орле;
- Большая Посадская и Малая Посадская улицы в Санкт-Петербурге;
- Посадская улица в Уфе.